# Ashmeadiella maxima
Ashmeadiella maxima är en biart som beskrevs av Michener 1936. Ashmeadiella maxima ingår i släktet Ashmeadiella och familjen buksamlarbin. Inga underarter finns listade i Catalogue of Life.